# Cross-Border-Leasing
Cross-Border-Leasing (CBL; deutsch „grenzüberschreitendes Leasing“) ist der Anglizismus für eine Art des Leasing (resp. Sale-Lease-Back), bei dem mindestens eine der Vertragsparteien des Leasingvertrages ihren Geschäftssitz im Ausland hat.
CBL wurde in den USA entwickelt und wird bisher in Deutschland, Großbritannien, Japan, Schweden und Österreich angewendet.

## Allgemeines
Im Leasingvertrag überträgt der Leasingnehmer dem Leasinggeber Vermögensgegenstände des Sachanlagevermögens (auch Sachgesamtheiten) zum (wirtschaftlichen) Eigentum (wirtschaftliche Betrachtungsweise), erhält jedoch vom Leasinggeber ein langfristiges Nutzungsrecht. Da CBL mit Auslandsbezug verbunden ist, gibt es politische Risiken, die das Rechtsrisiko erhöhen können.
Voraussetzung ist, dass die steuerlichen und rechtlichen Verhältnisse zweier Staaten kompatibel sind und derartige Vertragsgestaltungen zulassen. Durch die unterschiedlichen Regelungen in den betroffenen Ländern kommt es zur Fiktion zweier steuerlicher Eigentümer desselben Leasingobjektes, wodurch sowohl Leasingnehmer als auch Leasinggeber dasselbe Objekt abschreiben dürfen. Leasingzahlungen erfolgen wegen der internationalen Transaktion grenzüberschreitend. Der Hauptzweck dieser überwiegend steuerlich motivierten Transaktionen besteht darin, einen Netto-Barwertvorteil von ca. 5 % der Transaktion durch Steuerstundungseffekte zu erzielen. Ab 1995 haben sich verstärkt Kommunen dieses Finanzierungsinstruments bedient, um durch diesen Barwertvorteil Haushaltseinnahmen zu generieren.
CBL ist als spezielle Form des Leasings eine strukturierte Finanzierung. Es sind mehr als 70 Verträge, die im Rahmen eines Gesamtplans zusammen abgeschlossen werden und nur als Ganzes wirksam sind. Bekannt ist insbesondere das CBL mit den USA. Deren steuerliche Regelungen erlaubten es, langfristige Miete wie Eigentum zu behandeln. Die Verträge werden oft in New York abgeschlossen, da in diesem Bundesstaat Verträge auch dann noch Bestand haben, wenn sich im Nachhinein herausstellt, dass sie gegen US-Recht verstoßen. Alleine diese Rechtswahl verdeutlicht die Unsicherheit der Beteiligten über die dauerhafte Wirksamkeit der gewählten Gestaltungsform.

## Beteiligte und Begriffe
Als Beteiligte gibt es den Leasinggeber, meistens Investoren mit Rechtssitz in den USA; den Leasingnehmer, meist eine Gemeinde, und den Trust, in den die Leasingobjekte als Sondervermögen eingebracht werden.
- Arrangeur (englisch arranger) ist das vermittelnde Unternehmen zwischen den Vertragsparteien einer CBL-Transaktion, das auch als Investor tätig sein kann. In der Regel ist der Arrangeur eine Tochtergesellschaft international agierender Banken oder Konzerne.
- Der Trust ist der eigentliche Vertragspartner der Kommune. Er ist ein selbstständiges Unternehmen (Sondervermögen) in der Rechtsform einer Limited Liability Company (LLC) mit Sitz in Delaware (95 % aller Trusts) oder Connecticut (5 %).
- Kommunen oder Gemeindeverbände in Deutschland oder anderen Staaten bringen kommunales Vermögen (englisch leasehold interest) in die Transaktion ein.
- Hauptmietvertrag (englisch head user agreement) ist die Verpflichtung des ursprünglichen Anlageeigentümers (Kommune), die Anlage für 125–150 % der gutachterlich ermittelten Restnutzungsdauer – meistens etwa 100 Jahre – an den Trust zu vermieten.
- Der Unter- oder Rückmietvertrag (englisch user lease agreement) räumt der Kommune das Nutzungsrecht für 50 % der Restnutzungsdauer (meistens 25‐30 Jahre) durch den Trust wieder ein.
- Transaktionsvolumen ist der auf einem Wertgutachten über den Leasinggegenstand beruhende Finanzumfang des CBL. Barwertvorteil ist der Geldbetrag, der nach Abschluss des Vertrags an den Leasingnehmer fließt (ca. 5 % des Transaktionsvolumens).
- Internationale Anwaltskanzleien arbeiten das oft über 1500 Seiten starke Vertragskonvolut aus und beraten die Beteiligten.

Durch die große Zahl der Beteiligten, die gewählte Vertragskonstruktion und die verschiedenen Zahlungsströme handelt es sich um strukturierte Finanzierungen.

## Steuerrecht
In vielen Ländern regeln steuerrechtliche Vorschriften, wem ein Leasinggegenstand zuzurechnen ist. Von dieser Zurechnung hängt ab, wer den Gegenstand in seiner Bilanz aktivieren muss und dann durch Wertminderung bzw. Abschreibungen den Gewinn mindern kann. Durch diese Regelung kommt es mitunter zu unterschiedlichen Eigentumszurechnungen nach Steuer- und Zivilrecht. Je nach Vertragsgestaltung kann ein Leasinggegenstand dem Leasinggeber oder dem Leasingnehmer zugerechnet werden. In Deutschland ist für die Zurechnung folgendes zu beachten:
- In jedem Fall: Anteil der Grundmietzeit an der gesamten betriebsgewöhnlichen Nutzungsdauer der Sache.
- Bei Kaufoption entscheidet das Verhältnis von Restkaufpreis und linearem Buchwert der Sache.
- Bei Mietverlängerungsoption entscheidet das Verhältnis aus anschließender Miete und linearer Abschreibung der Sache.
- Speziell für den Leasingnehmer hergestellte bzw. an deren Verhältnisse angepasste Gegenstände sind immer beim Leasingnehmer zu aktivieren.

Näheres dazu regeln Erlasse, die im Bundessteuerblatt veröffentlicht wurden.
In Deutschland kann der Leasingnehmer einen Gegenstand bilanziell aktivieren, wenn die Grundmietzeit weniger als 40 % oder mehr als 90 % der Nutzungsdauer beträgt (und der Leasingvertrag keinerlei Option anhängt). In anderen Ländern kann dies anders geregelt sein, so dass dort auch der Leasinggeber die Sache aktivieren darf.
Besonders die Regelung über spezielle Gegenstände scheint geeignet, um vertragliche Konstruktionen mit Aktivierung auf beiden Seiten zu erstellen.

## Charakter
Durch die unterschiedlichen steuerlichen Regelungen der Länder kommt es zur Fiktion zweier steuerlicher Eigentümer ein und desselben Objektes, die nunmehr beide – jeweils nach den Gesetzen ihres Heimatlandes – gleichzeitig dasselbe Objekt steuerlich abschreiben. Sowohl „Mieter“ als auch „Vermieter“ können also bei dieser Konstruktion den Leasinggegenstand steuerlich abschreiben und erzeugen hierdurch steuerlich abziehbaren Aufwand. Da die amerikanische Seite die Abschreibung ohne reale Anschaffungskosten verbuchen kann, ist es ein reines Steuersparmodell. Einen Teil der Steuerersparnis teilt die amerikanische Seite mit dem Leasingnehmer. Dies sind häufig Städte und Gemeinden in Deutschland, Frankreich, Österreich, Schweiz, Belgien oder den Niederlanden. Die Kommune bekommt maximal zwei bis acht Prozent des gesamten Transaktionsvolumens, den so genannten „Barwertvorteil“.
Zahlreiche europäische Kommunen konnten mit dem CBL – vorläufig – ihre Haushalte aufbessern. Etwa 150 deutsche Städte – so viele wie in keinem anderen Land der Europäischen Union – haben Cross-Border-Leasing-Geschäfte abgeschlossen; die Schätzungen über das Gesamtvolumen dieser Geschäfte schwanken zwischen 30 und 80 Milliarden Euro. Man rechnet damit, dass die deutschen Städte zwischen 1995 und 2004 insgesamt einen Barwertvorteil von etwa einer Milliarde Euro erzielen konnten. 2004 wurden in den USA neue Verträge steuerlich nicht mehr anerkannt. Im Jahre 2005 hat die amerikanische Finanzverwaltung Stellungnahmen veröffentlicht, wonach CBL als missbräuchliche Steuerumgehung anzusehen ist und die Steuervorteile auch für die in der Vergangenheit abgeschlossenen CBL-Geschäfte nicht gewährt werden.

## Vertragsinhalte

### Objekte, Vertragspraxis und Vertragstypen
Gegenwärtig ist in der Regel ein Mindestwert von 150 Mio. Euro vorgesehen. Der Vertragstyp war bis 1999 vor allem „lease in lease out“, danach ausschließlich der Vertragstyp „lease and service contract“. Bei ersterem wurden zum Beispiel Straßenbahnen verkauft und zurückgemietet, beim zweiten wird die öffentliche Infrastruktur auf 100 Jahre verpachtet und gleichzeitig für einen kürzeren Zeitraum (24–30 Jahre) zurückgemietet.
In der Praxis werden kommunale Klärwerke, Kanalsysteme, Heizkraftwerke, Trinkwassersysteme, Straßenbahnen und U-Bahnen, Schienennetze, Messehallen und Schulen an US-Firmen über eine Laufzeit von bis zu 100 Jahren vermietet und sogleich wieder zurückgemietet. Der amerikanische Investor zahlt für die gesamte Mietzeit den Mietzins in einem Betrag voraus. Das gilt in den USA als „Investition“ und ermöglicht Abschreibungen.
Durch etwa 70 CBL-Verträge pro Transaktion werden die kommunalen Anlagen für etwa 99 Jahre an den Trust vermietet (Hauptmiete) und gleichzeitig für etwa 29 Jahre an die Kommune zurück vermietet (Rückmiete). Am Ende der Rückmietzeit hat die Kommune die Möglichkeit, das dem Trust durch die Hauptmiete eingeräumte Nutzungsrecht zu einem bei Beginn der Transaktion vereinbarten Festpreis zu erwerben. Mit Ausübung dieser Option durch die Kommune erlischt der Hauptmietvertrag wegen Konfusion, was die gesamte Transaktion beendet. Eine Übereignung der kommunalen Anlagen an den Trust durch nach deutschem Recht erforderliche Auflassung und Eintragung ins Grundbuch (§§ 873, 925 BGB) erfolgt nicht. Das Eigentum an den Anlagen ist auch nach dem vertraglich vereinbarten US-amerikanischen Recht nicht auf den Trust übergegangen. Dies ergibt sich bereits daraus, dass die Anlagen nach Art. 43 Abs. 1 EGBGB nicht dem US-amerikanischen, sondern allein dem nationalen Recht unterliegen und von dem so genannten Recht des Lageorts von den Vertragsparteien auch nicht durch eine andere Rechtswahl abgewichen werden kann. Im Übrigen beinhalten die CBL-Verträge nicht die Übereignung, sondern lediglich die Vermietung des kommunalen Eigentums. Dass der Trust die gemieteten kommunalen Anlagen dennoch steuerlich abschreiben kann, resultiert daraus, dass aus Sicht des US-amerikanischen Steuerrechts bei einer entsprechend langfristigen Miete eine dem deutschen wirtschaftlichen Eigentum vergleichbare Rechtsposition entstand. Auch unmittelbarer Besitz, Gefahr, Nutzen und Lasten der Anlagen liegen weiterhin bei der Kommune, die damit die tatsächliche Sachherrschaft über die Anlagen ausübt. Auch das wirtschaftliche Eigentum an den Anlagen liegt bei der Kommune. Diese hat zwar sämtliche Nutzungsrechte an den Trust übertragen, dieses aber umgehend – nach einer juristischen Sekunde – inhaltsgleich zurück erhalten. Zudem ist es denklogisch nicht ausgeschlossen, dass bei grenzüberschreitenden Rechtsgeschäften eine zweifache Zuordnung von wirtschaftlichem Eigentum erfolgt und damit auch eine doppelte Abschreibungsmöglichkeit desselben Wirtschaftsguts eröffnet wird. Das wirtschaftliche Eigentum ist nämlich kein Gegenstand, der in der realen Welt nur einmal existieren kann. Es ist vielmehr ein steuerrechtlicher Begriff, der an bestimmte Voraussetzungen anknüpft. Diese Voraussetzungen können die einzelnen Rechtsordnungen aber unterschiedlich definieren, so dass unter Heranziehung der jeweiligen nationalen Rechtsvorschriften wirtschaftliches Eigentum zugleich an zwei Orten vorliegen kann.
Den Mietzins für die gesamte Laufzeit zuzüglich Rückkaufswert stellt die Gemeinde aus den vom amerikanischen Investor erhaltenen Mietvorauszahlungen einer Bank zur Verfügung. Diese bezahlt davon die laufende Miete an den amerikanischen Investor und nach Ende der Mietzeit den Rückkaufswert. Der Vorteil der Gemeinde liegt in der Differenz zwischen erhaltenen Mietvorauszahlungen und geleisteten Mietvorauszahlungen einschließlich Rückkaufswert. Es kann daher als spezielle Form der Sale-Lease-Back-Finanzierung (für Gemeinden) gesehen werden, die es ermöglicht, vorhandenes Anlagevermögen in Umlaufvermögen umzuwandeln, ohne die Nutzung der Sache aufgeben zu müssen. Für Kommunen stellt die Auszahlung zur kurz- bis mittelfristigen Restrukturierung ihrer Haushalte die einzige Bedeutung dar.
Der Trust investiert nicht in die Objekte, sondern nutzt zu seinem Vorteil das Steuerrecht in den USA aus; seine Benennung als Investor ist daher irreführend. Nach deutschem Recht ist die US-Firma lediglich Mieter und gleichzeitig Vermieter. Neue Investitionen in die Anlage während der Laufzeit hat nicht die US-Firma zu tätigen, sondern die Kommune muss dafür sorgen, dass die Anlage ihren vertraglich festgelegten Zweck über den gesamten Zeitraum erfüllt. Der US-„Investor“ seinerseits muss seinem Finanzamt jährlich den Nachweis liefern, dass die Anlage intakt ist. Dies ist aufgrund der langen Vertragslaufzeiten nicht unproblematisch.
Der frühere Eigentümer hat jetzt zahlreiche langfristige Forderungen, die durch ein Pfandrecht gesichert werden: nach dem amerikanischen Steuerrecht reicht das „wirtschaftliche Eigentum“ aus. Es gibt also zwei Eigentümer, woraus sich ein gewisses Verlustrisiko ergibt. Nach deutschen Vertragsauslegungen bleibt die Kommune Eigentümer und nach US-Recht wird der US-Trust zum wirtschaftlichen Eigentümer. In allen Verträgen werden die USA als Gerichtsstand festgelegt. Allerdings wird es regelmäßig nicht praktiziert, die komplexen Verträge ins Deutsche zu übersetzen oder Öffentlichkeit oder Stadträte über Details zu informieren.

### Laufzeiten und Kosten
Als Nachteil gelten die langen Laufzeiten. Dies sind nicht so sehr die hundert Jahre der Vermietung, sondern die lange Rückmiete von bis zu 30 Jahren. In diesem Zeitraum müssen alle bei Vertragsabschluss vereinbarten Bindungen und Einschränkungen eingehalten werden. Zum einen dürfen die Anlagen nicht verkleinert oder redimensioniert werden, sie dürfen also vor allem nicht billiger werden. Zum anderen müssen alle eingeschalteten Banken weiter existieren und das vorgeschriebene Rating behalten. Sämtliche nachträglichen Änderungen gehen auf Kosten der Kommunen und diese tragen auch alle damit zusammenhängenden Risiken.
Bei manchen Verhandlungen haben die Kommunen das gesamte Kosten-Risiko getragen, ob es tatsächlich zu einem Abschluss des CBL kommt. Wollten sie vor Vertragsschluss aussteigen, so mussten sie alle Rechnungen bezahlen. So musste nach dem Scheitern von Vorverhandlungen die Stadt Aachen an Banken, Anwaltskanzleien und weitere Berater 19 Millionen Mark bezahlen. In vielen Fällen hatten die Kommunen jedoch kein Kostenrisiko. Wenn es nicht zum Abschluss des CBL kam, mussten alle Anwälte ihre eigenen Kosten tragen oder diese wurden von den Banken übernommen.

### Gerichtsstand USA
Bei der Rechtswahl entscheiden sich die Vertragspartner für das Recht von New York City mit dem Gerichtsstand New York. Das New Yorker Recht eignet sich insbesondere, da in New York ein etwaiges steuerliches Verbot der Verträge deren zivilrechtliche Anerkennung nach New Yorker Recht bestehen lässt.
Bei jeglichen Streitigkeiten bezüglich der Rechte und Pflichten muss der Leasingnehmer jedoch amerikanische Anwälte einschalten. Bei Streitigkeiten mit der amerikanischen Seite hat die Kommune den großen Nachteil, dass sie vor deren Gerichten klagen müsste. Eine ausländische Kommune, die wegen eines Steuersparmodells klagt, wird vor amerikanischen Gerichten kaum einen besonderen Schutz genießen. Die Frage ist, ob die Kommune vorbringen könnte, die Verträge seien nach deren Recht unwirksam, da die wirksame Genehmigung der Aufsichtsbehörde nicht vorliegt.
Bei der steuerlichen Frage, ob der konkrete CBL-Vertrag in den USA steuerlich anerkannt wird und wer für eine Nichtanerkennung die Schuld und somit sämtliche Folgen trägt, sind ebenfalls ausschließlich die amerikanischen Finanzbehörden und Finanzgerichte zuständig. Die Kommune ist hieran nicht beteiligt und hat insoweit keinerlei Eingriffsmöglichkeit.

### Renditen und Kosten
Die Renditen aus dem CBL entstehen nicht aufgrund konkreter Wertschöpfung, sondern durch die Verluste des US-amerikanischen Fiskus und werden von den dortigen Steuerzahlenden finanziert. Deutsche Banken können aufgrund dieser Auslands-„Investition“ ihre Steuerlast in Deutschland verringern. Sie verdienen auch an den gegebenen Krediten.
Die Steuerersparnis der Finanzinvestoren betrug pro Jahr etwa 8 bis 10 % des Transaktionsvolumens, bei einer Laufzeit von 30 Jahren macht das insgesamt 300 %.
Die sog. Transaktionskosten bei Cross-Border-Leasing-Geschäften betragen etwa 10 % des Transaktionsvolumens. Davon gehen etwa 4 % als Barwertvorteil an die Städte und zusammen 6 % als Gebühren an die Darlehens- und Schuldübernahmebanken, an die Arranger der Anlegegelder und die Anwälte. Bei einem Transaktionsvolumen von 300 Mio. Euro würde beispielsweise die Stadt 12 Mio., die Banken 12 Mio. und die Anwälte 6 Mio. Euro bekommen.
Die Kosten, die unter anderem in Form von Honoraren für die beteiligten Anwaltskanzleien oder Provisionen für Arranger anfallen, sind demnach in der Regel höher als der Betrag, der für die beteiligte Kommune in Europa als Vorteil insgesamt abfällt.

## Geschichte
Grenzüberschreitende Leasingtransaktionen gab es zunächst vornehmlich zum Zwecke der Flugzeugfinanzierung. Ursprünglich sollte diese Gestaltung zur Finanzierung des Boeing-Flugzeug-Absatzes dienen und nicht zum Vorteil europäischer Leasingnehmer. CBL gibt es bereits seit 1984 und wurde anfangs nach dem US-Senator James Jarrell Pickle benannt. Der so genannte „Pickle Lease“ oder „Replacement Lease“ war die Grundform, wie sie bis 1994 bestand. Hiernach war es einem US-Investor möglich, bei einer Leasingdauer von bis zu 99 Jahren bei einer bestimmten Vertragsgestaltung die Vermögensbestandteile in- und ausländischer Leasingnehmer steuerlich abzuschreiben. Eine Gesetzesverschärfung schränkte diese Möglichkeit auf ausländische Leasingnehmer ein, so dass ab 1995 der Begriff „Cross Border Sale and Lease Back“ aufkam. Ab 1996 verständigte man sich allgemein auf „Lease in Lease out“ (LiLo), das anstatt der Übertragung des wirtschaftlichen Eigentums auf die Übertragung des Nutzungsrechts am Wirtschaftsgut („leasehold interest“) abstellte. Nachdem auch die hieraus resultierenden Steuervorteile aberkannt wurden, ist seit 1999 vom „Lease and Service Contract“ oder auch von CBL die Rede. Die Folge war jedoch nicht die Abschaffung des CBL, sondern die Änderung zur Service-Contract-Struktur. Insbesondere europäische Kommunen begannen ab 1995, ihre desolate Haushaltslage durch CBL zu verbessern. Sie verleasten meist Sachgesamtheiten (Infrastrukturanlagen wie Straßenbahnen, U-Bahnen, Kanalnetze, Müllverbrennungsanlagen), um aufgrund des Buchwerts möglichst hohe Barwertvorteile zu generieren. Allein in Nordrhein-Westfalen wurden von 1997 bis 2002 mindestens 19 Transaktionen getätigt, in deren Rahmen die Kommunen Sondereinnahmen in Höhe von rund 345,5 Mio. Euro erwirtschaftet haben dürften. Verleast wurden u. a. die Dortmunder Westfalenhalle, die Kölner Straßenbahnen sowie Kläranlagen und Kanalnetze in den Städten Bonn, Düsseldorf, Köln, Gelsenkirchen, Recklinghausen und Wuppertal.
Die sale-and-lease-back-ähnlichen Konstruktionen wurden im März 2004 durch die US-Steuerbehörden zu rechtswidrigen Scheingeschäften erklärt und im Oktober 2008 vollständig verboten. Der Investor übernahm nach Auffassung der Steuerbehörden keine leasingspezifischen Risiken, sondern war ausschließlich am Steuervorteil interessiert. Hier wirkt sich nun das anzuwendende Recht des Staates New York aus, das eine derartige steuerliche Nichtigkeit nicht auf die zivilrechtliche Wirksamkeit durchschlagen lässt. Das Risiko dieser Steueränderungen liegt zwar bei den US-Investoren, doch wird vermutet, dass sie nach zivilrechtlichen Ausstiegsmöglichkeiten suchen. Verlustrisiken für Kommunen sind deshalb nicht auszuschließen.

## Problematik
Ursprünglich wurde der beim CBL entstehende Barwertvorteil als Entgeltleistung ohne Gegenleistung verstanden. Die verleasten Anlagen bleiben in Deutschland stehen, können und müssen weiter betrieben werden und würden bei einem Verlustfall auch ohne vorherigen CBL ersetzt werden müssen. Demnach führte jeder Barwertvorteil, sei er auch im Verhältnis zum Wert des Leasinggegenstandes eher niedrig, dazu, dass CBL vorteilhaft ist.
Inzwischen hat sich diese Auffassung gewandelt. Es wird erkannt, dass die CBL-Verträge die Kommunen durch eine Vielzahl von Einschränkungen und Genehmigungsvorbehalten beschränken und die Verträge daher aus wirtschaftlicher Sicht eine erhebliche Belastung darstellen. Hinzu kommen die Risiken, dass die Kommunen bei vertragswidrigem Handeln schadensersatzpflichtig werden, und sonstige Belastungen durch zukünftige Quellensteuern, sonstige Steuern und weitere Kosten. Den Kommunen fehlen oft Spezialisten, die die umfangreichen, spitzfindigen, englischsprachigen CBL-Verträge verstehen. Um die Vertragspflichten nicht zu verletzen, ist ein sehr umfassendes Vertragscontrolling einzurichten. Hierzu bedarf es der Einschaltung externer Spezialisten, die sehr teuer sind. Ferner sind die Kommunen dazu verpflichtet, während der gesamten Laufzeit der Verträge die Bonität jener Banken und Versicherungen zu beobachten, welche die CBL-Geschäfte absichern. Sinkt deren Rating, müssen die Städte mit den Anwälten in den USA verhandeln und innerhalb von 90 Tagen neue Banken und Versicherungen finden, die über ein ausreichendes Rating verfügen. Gelingt ihnen dies nicht, muss das Geschäft nötigenfalls rückabgewickelt werden, was für die Kommunen Verluste in Millionenhöhe mit sich bringen kann. Derartige Folgekosten wurden bei Vertragsabschluss häufig nicht berücksichtigt und bei getroffenen Entscheidungen schuldhaft vorsätzlich verdrängt.
Hinzu kommen das Transparenz- und Demokratiedefizit bei der Durchführung von CBL. Die Stadträte erhalten nur sogenannte „Transaktionsbeschreibungen“ der involvierten Anwälte. Der kommunalpolitische Eingriff wird von Globalisierungskritikern als außerordentlich hoch und ähnlich folgenreich wie die GATS-Verträge bewertet. Auch in der CSU wurde über ein Verbot der CBL-Verträge diskutiert, für den ehemaligen Innenminister Günther Beckstein liegen CBL-Geschäfte „hart an der Grenze zur Legalität.“
Die Städte glaubten zumindest beim Vertragsabschluss an einen reinen Scheinvertrag, um den man sich nach Unterschrift nicht mehr kümmern muss. Die in dem dicken Vertrag steckenden Risiken zeigen sich erst später. Verteilt auf 30 Jahre ist der Barwertvorteil oft kaum höher als die jährlichen Verwaltungskosten.

### Auswirkungen in den USA
Im Zuge des Irakkrieges kritisierten die USA, dass sich Frankreich und Deutschland gegen den Irakkrieg sperren, aber die eigene Infrastruktur durch den amerikanischen Steuerzahler finanzieren lassen. Wortführer war insbesondere der Senator Chuck Grassley aus Iowa, der ein sofortiges und rückwirkendes Verbot von CBL nach Europa forderte. Auch in der amerikanischen Presse wurden die CBL Strukturen als Scheingeschäfte ohne wirtschaftlichen Gehalt dargestellt. Im „American Jobs Creation Act of 2004“ werden CBL-Verträge, die nach dem 12. März 2004 neu abgeschlossen werden, verboten. Im Jahre 2005 hat die amerikanische Finanzverwaltung (IRS) festgelegt, dass die bisherigen Leasingtransaktionen grundsätzlich als missbräuchliche Steuerumgehung anzusehen sind. Dies gilt somit – anders als die Gesetzesänderung von 2004 – insbesondere für alle Altverträge. Der mit der Transaktion angestrebte Steuervorteil ist somit nicht erreichbar.

### Strafrechtliche Betrachtung
Die mit den Fragen des Cross-Border-Leasing zusammenhängenden strafrechtlichen Fragen sind bis heute ungeklärt. Untersucht werden die bisherigen Konstruktionen in erster Linie unter dem Gesichtspunkt der Untreue (§ 266 StGB), begangen durch die staatlichen und kommunalen Entscheidungsträger, die die Verantwortung für die geschlossenen Verträge tragen. Bei Risikogeschäften, denen eine Verlustgefahr immanent ist, stellen sich daher besondere Probleme, weil der Täter meist in Kenntnis der Risikolage gehandelt hat.

## Beispiele

### Deutschland
| Land/Stadt/Gemeinde    | Beschreibung |
| ---------------------- | --- |
| Land Baden-Württemberg | In Baden-Württemberg hatten im Jahr 2001 die Landeswasserversorgung ihr gesamtes Leitungsnetz und alle Wasserwerke für 24,68 Millionen Euro Netto-Barwertvorteil auf 99 Jahre an einen US-Trust vermietet, die Bodenseewasserversorgung ihr gesamtes Leitungsnetz und alle Wasserwerke für 34,68 Millionen Euro Netto-Barwertvorteil auf 99 Jahre an einen US-Trust vermietet. Allerdings wurden diese Verträge zum April 2009 einvernehmlich vorzeitig gekündigt. Es verblieb dabei ein Nettoverlust von 4,7 Millionen Euro bei der BWV und 8,4 Millionen Euro bei der LW. Letztendlich profitiert hat aber (laut Pressemitteilung der Wasserversorger) wenigstens der deutsche Fiskus, da in den Jahren 2001 und 2002 etwa 20 Millionen Euro Steuern gezahlt wurden. |
| Bergisch Gladbach      | In Bergisch Gladbach sollte das Abwasserwerk einschließlich des gesamten Kanalnetzes einem CBL-Vertrag unterworfen werden. Einer Bürgerinitiative, die von Attac initiiert wurde, schlossen sich neben anderen regionalen Bürgerinitiativen, DGB und BUND auch die oppositionellen Ratsparteien an. Die Bürgerinitiative erzwang nach einem Bürgerbegehren einen förmlichen Bürgerentscheid. Die Bürger in Bergisch Gladbach entschieden im September 2003 in einer Urnenwahl mit 96,5 % gegen den CBL-Deal und brachten das Projekt damit zu Fall. Da man in Bergisch Gladbach das gesetzliche Quorum übertreffen konnte, gilt dieser Bürgerentscheid nach Gemeindeordnung NRW als Beschluss für die Stadt. |
| Berlin                 | In Berlin gibt es für 377 U-Bahn- und 134 Straßenbahnwagen solche Verträge. Im November 2008 wurde eine Risikovorsorge von 157 Millionen Euro in die Bilanz der BVG aufgenommen, um mögliche Schäden abzudecken. |
| Bochum                 | In Bochum wurde vom rot-grünen Rat ein Vertrag über das Kanalisationsnetz angestrengt. Die Bemühungen einer Initiative, die von Attac Bochum und Bochumer Mieterverein unterstützt wurde, führten im Frühjahr 2003 zu 15.000 Unterschriften der Bochumer Bürger. Als der amerikanische Vertragspartner zögerte, wurde von Ottilie Scholz, zu diesem Zeitpunkt Kämmerin der Stadt Bochum, ein anderer Partner gesucht und gefunden. Vertragspartner ist angeblich die First Fidelity International, ein Ableger der Wachovia Corporation, North Carolina, USA. Das Vertragswerk umfasst angeblich 1700 Seiten. Der Gerichtsstand sei New York. Das Volumen ist 500 Mio. Euro. Der Bochumer Stadtrat befasst sich mit dem Thema zumeist nur unter Ausschluss der Öffentlichkeit. Am 19. Dezember 2008 berichtete der WDR von einem „Schlamassel“ für die Stadt Bochum. Der Vertrag musste mit einem Kredit von 90 Mio. Euro abgesichert werden, weil die Bonität des amerikanischen Versicherungskonzerns AIG herabgestuft worden war. Bei Versäumnis wäre eine Strafe von 360 Mio. Euro fällig geworden. Die Entscheidungsträger räumten ein, den Vertrag nicht im Original gelesen zu haben. 2009 stieg man aus dem Vertrag aus, doch verblieben Verbindlichkeiten. |
| Dortmund               | In Dortmund machten die Dortmunder Stadtwerke (jetzt: DSW21) das erste Geschäft im Dezember 1997, als sie den Stadtbahn-Fuhrpark für 13,4 Mio. Euro abgaben. Die Westfalenhalle brachte 8 Mio. Euro als „Barwertvorteil“. Die immobilen Stadtbahnanlagen (Haltepunkte und Strecken) brachten jeweils gut 30 Mio. Euro für Stadt und Stadtwerke. Insgesamt soll der Erlös 100 Mio. Euro betragen haben. |
| Dresden                | In Dresden wurden Straßenbahnwagen und Kläranlagen veräußert und zurück gemietet (Volumen 480 Millionen Dollar). |
| Duisburg               | Schienennetz und Teile der U-Bahnhöfe in Duisburg erbrachten 49 Mio. Dollar (nach anderen Quellen 35,3 Mio. Dollar) Reinerlös. |
| Düsseldorf             | In Düsseldorf sind die Abwasseranlagen im Wert von einer Milliarde Dollar durch einen CBL-Vertrag betroffen. Auch das städtische Schienennetz der Rheinbahn ist Objekt eines CBL-Vertrags. |
| Essen                  | Das Schienennetz der EVAG und die Messegebäude in Essen (Volumen 300 Millionen Dollar) gehören US-Investoren für 90 Mio. Euro. Die Emschergenossenschaft mit Sitz in Essen schloss einen Vertrag über ihre Großkläranlage ab (Volumen 480 Millionen Dollar). |
| Gelsenkirchen          | Für 21 Mio. Euro wurden Mitte 2002 in Gelsenkirchen das Kanalnetz verkauft, Ende 2002 31 Schulen und andere öffentliche Gebäude. |
| Herten                 | Die AGR Abfallentsorgungs-Gesellschaft Ruhrgebiet verkaufte 2003 das RZR I in Herten und leaste es gleichzeitig zurück. Im Jahr 2009 wurde die Transaktion faktisch beendet; der wirtschaftliche Vorteil von 16 Mio. Euro verbleibt bei der AGR mbH und dem RVR. |
| Köln                   | Der Rat der Stadt Köln beschloss im Februar 2000, mit der First Fidelity International Bank (einem Unternehmen der First-Union-Gruppe) einen Vertrag über vier Kläranlagen (Transaktionsvolumen 1,25 Milliarden DM) über eine Laufzeit von 24 Jahren zu schließen. Der Netto-Erlös der Stadt Köln belief sich bei Abwicklung der Transaktion im April 2000 auf 54 Millionen DM. |
| Königswinter           | Königswinter hat 2003 ebenso wie Eitorf seine Kläranlagen und das Abwassernetz verkauft und zurückgemietet, was Königswinter 3 Millionen Euro brachte. |
| Leipzig                | In Leipzig wurden zwischen 1996 und 2005 unter anderem Teile der Leipziger Verkehrsbetriebe LVB (Schienennetz, Fahrzeuge), die Kongresshalle, Messehallen, das Städtische Klinikum St. Georg, wesentliche Teile der Kommunale Wasserwerke Leipzig KWL (Klärwerke, Trinkwassersystem, Kanalnetz) in CBL-Geschäfte mit einer Gesamtsumme von mehreren Milliarden US-Dollar einbezogen. Leipzig wurde zeitweise als eine CBL-Hauptstadt bezeichnet. In diesem Zusammenhang durchgeführte weitere finanzielle Spekulationen, z. B. mit der Schweizer Bank UBS, führten zu weiteren erheblichen Verlusten. Mitte 2011 wurde von der Stadt bekanntgegeben, dass eines der CBL-Geschäfte der LVB (...bezüglich der Schienennetze...) in Höhe von 722 Millionen US-Dollar vorzeitig beendet worden sei. Ende 2011 veröffentlichten die LVB, dass alle CBL-Verträge der LVB einvernehmlich aufgelöst worden seien |
| Mannheim               | In Mannheim wurden 2003 die Kläranlage und weite Teile des städtischen Abwasserkanalnetzes an die US-Versicherung John Hancock (2004 vom Versicherungsunternehmen Manulife Financial übernommen) vermietet. Der Anlagewert betrug 742 Mio. Euro; die Stadt Mannheim kassierte 21 Mio. Euro, die einfädelnden Finanzdienstleister über 30 Mio. Euro. |
| München                | In München wurden 1999 Straßen- und U-Bahnen (unbekannte Größenordnung) geleast, danach wurden weitere Vertragsabschlüsse durch Kritiker blockiert. Informationen zu den Details durch den Oberbürgermeister wurden 2008 sogar dem Stadtrat verweigert mit Bezug auf die mit den CBL-Investoren vereinbarte Geheimhaltungspflicht. |
| Münster                | In Münster wurden die Geschäfte durch ein Bürgerbegehren, organisiert von der rot-grünen Opposition, gestoppt. |
| Nürnberg               | Ende 1998 wurden in Nürnberg für 17 Mio. DM 66 U-Bahn- und Straßenbahnwagen an ein amerikanisches Finanzinstitut verkauft und zurück gemietet, ein Jahr später auch Kanalnetz und Klärwerk. |
| Recklinghausen         | In den Haushalt der Stadt Recklinghausen flossen 4,6 Mio. Euro durch ein Geschäft über das Kanalnetz. Ein Bürgerbegehren hatte der Rat abgelehnt. Im Ruhrgebiet wurde als Bürgerinitiative die Arbeitsgemeinschaft gegen kommunalen Ausverkauf gegründet. Unter diesem Titel sammeln sich Kritiker gegen die in ihren Augen „riskanten Scheingeschäfte mit Steuertricks“. Abgesichert wurde es durch die American International Group. |
| Schwerin               | Das Schweriner Wassersystem gehört einem US-amerikanischen Versicherungsunternehmen. Ursache ist ein so genannter Cross-Border-Leasing-Vertrag, den die Stadt am 7. Juni 2002 mit der John Hancock Life Insurance Company abgeschlossen hatte. Die Laufzeit des Vertrages beträgt 99 Jahre. Mit diesem Vertrag verkaufte Schwerin öffentliches Eigentum an einen ausländischen Investor und mietete es sofort zurück. Betroffen sind die Abwasseranlagen der Schweriner Abwasserentsorgung (SAE) und die Wasserversorgungsanlagen der Wasserversorgungs- und Abwasserentsorgung Schwerin GmbH (SWS/WAG). Für diesen Deal erhielt Schwerin etwa 580 Millionen Euro, von denen ein Barwertvorteil von etwa 10 Millionen Euro übrig blieb. |
| Ulm                    | In Ulm wurde das Abwassernetz, ein Klärwerk und ein Müllheizkraftwerk an die PNC Financial Services Group, Inc. in Pittsburgh verleast. |

### Österreich
In Österreich haben die bis zum Jahr 2004 durchgeführten CBL-Transaktionen nach Schätzung der Kommunalkredit, die solche Geschäfte abwickelt, ein Volumen von etwa zwanzig Milliarden Euro erreicht. Der Rechnungshof ging von rund 18 Milliarden aus.
Vertragsgegenstände sind/waren meist Teile der Landes- und Stadt-Infrastruktur, aber auch Immobilien und Anlagen von privaten sowie staatsnahen Betrieben:
- Austro Control: Flugsicherungsanlagen
- BEWAG: Stromnetz
- BEGAS: Gasnetz
- Connect Austria: Übertragungsanlagen
- Energie AG Oberösterreich: Stromnetz, Wasserkraftwerke
- Immofinanz: Bürogebäude Wienerberg
- Innsbrucker Kommunalbetriebe AG: Kläranlagen und Kanäle
- Linz AG: Fernwärmewerk, Fernwärme- und Stromnetz
- Österreichische Bundesbahnen: Bahnhöfe, Lokomotiven, Waggons, Signalanlagen
- Post AG: Postsortieranlagen in Wien-Inzersdorf, Graz, Salzburg und Innsbruck (CBL über 119 Millionen Euro)
- Telekom und Mobilkom Austria – diverse Übertragungsanlagen (1998: $ 200 Mio., 1999: $ 400 Mio., 1999: $ 200 Mio., 1999: $ 190 Mio.)
- TIWAG: Wasserkraftwerke
- Verbund: 8 österreichische Donaukraftwerke (ohne Eigentumsübertragung, lease-and-lease-back)
- Wiener Linien: U-Bahn und Straßenbahnnetz
- Stadt Wien: Kanalisation im 21. und 22. Gemeindebezirk (CBL über 500 Millionen Euro und 35 Jahre bis 2037)[38]

Die Cross-Border-Leasing-Geschäfte wurden in einigen Berichten des Rechnungshofes, insbesondere im Hinblick auf die Risiken und Nutzungsbeschränkungen, kritisch gesehen. Mittlerweile wurden solche Verträge auch wieder aufgelöst.

### Schweiz
- In Zürich (Wasserversorgung, EWZ, VBZ und SZU) bestehen CBL-Verträge über Anlagewerte von geschätzt gut 1563 Mio. Franken. Bei der erfolgreichen Auflösung von Leasingtransaktionen über VBZ Rollmaterial im Anlagewert von 357 entstanden Kosten von 3,8 Mio. Franken. Der Gesamtgewinn reduzierte sich von 24,4 Mio. auf 22 Mio. Franken.[43]